# ملعب أرموند سيزاري
ملعب أرموند سيزاري (بالفرنسية: Stade Armand Cesari)‏ ويعرف باسم ملعب فرياني (بالفرنسية: Stade de Furiani)‏، هو ملعب لكرة القدم يقع في مدينة فرياني بفرنسا، بُني في عام 1932، تبلغ السعة الإجمالية للمتفرجين حوالي 16,000 ألف متفرج، ويعتبر المقر الرئيسي لنادي باستيا لكرة القدم منذ عام 1932.
شهد الملعب كارثة كروية في عام 1992، عرفت باسم كارثة فرياني (بالفرنسية: Catastrophe de Furiani)‏ والتي وقعت في 5 مايو 1992 في ملعب أرموند سيزاري، ملعب نادي باستيا في مدينة باستيا بفرنسا، خلال مباراة كرة قدم بين نادي باستيا ونادي مرسيليا ضمن منافسات دور قبل النهائي من بطولة كأس فرنسا لكرة القدم، مما تسبب في وفاة 18 شخصاً وإصابة 2357 متفرج.